# Xya albiantennata
Xya albiantennata är en insektsart som beskrevs av Günther, K.K. 1995. Xya albiantennata ingår i släktet Xya och familjen Tridactylidae. Inga underarter finns listade i Catalogue of Life.